# Escolas de teologia islâmica

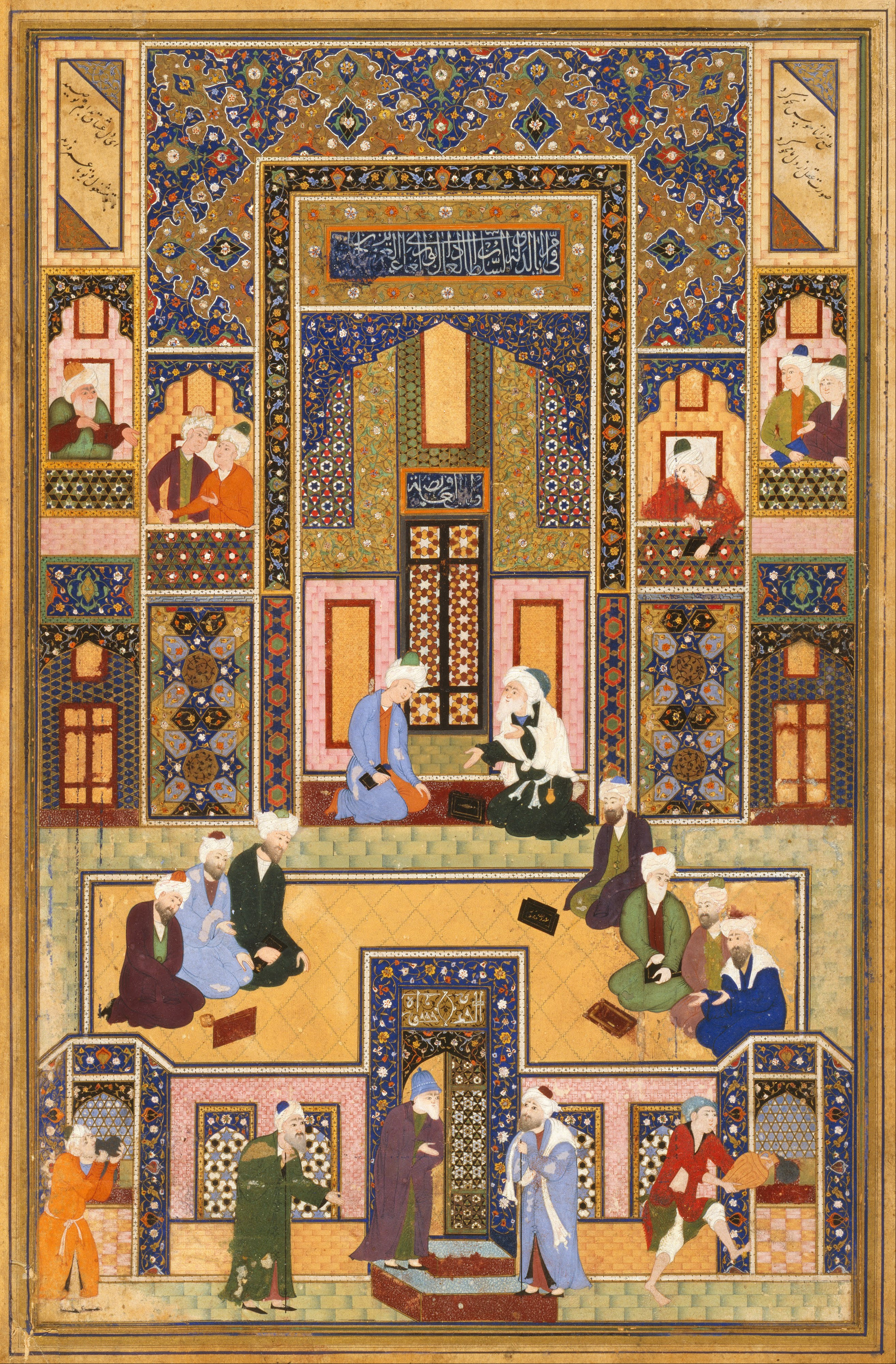
O Encontro dos Teólogos, pintura persa de Abedalá Muçauir (meados do século XVI), Museu de Arte Nelson-Atkins

As escolas de teologia islâmica são várias escolas e ramos islâmicos em diferentes escolas de pensamento em relação à ʿaqīdah (credo). As principais escolas de Teologia Islâmica incluem as extintas alaxarita, maturidita, e atarita; as extintas incluem cadarita, jamita, murjita, mutazilita, batinita. 
O principal cisma entre os ramos sunita, xiita e carijita do islã foi inicialmente mais político do que teológico, mas ao longo do tempo as diferenças teológicas desenvolveram-se ao longo da história do islã.

## Escolas de divindade na teologia islâmica
De acordo com a Enciclopédia do Alcorão (2006), "O Alcorão apresenta uma ampla gama de tópicos teológicos relacionados ao pensamento religioso da antiguidade tardia e através de seu profeta Maomé apresenta uma visão coerente do criador, do cosmos e do homem. As principais questões da disputa teológica muçulmana revelam-se ocultos sob a redação da mensagem corânica, que está intimamente ligada à biografia de Maomé ". No entanto, os historiadores modernos e estudiosos dos estudos islâmicos reconhecem que algumas instâncias do pensamento teológico já foram desenvolvidas entre os pagãos politeístas na Arábia pré-islâmica, como a crença no fatalismo (ḳadar), que é recorrente na teologia islâmica a respeito dos debates metafísicos, sobre os atributos de Deus no islã, a predestinação e o livre-arbítrio humano.
O cisma original entre carijitas, sunitas e xiitas entre os muçulmanos foi disputado sobre a sucessão política e religiosa à orientação da comunidade muçulmana (Umma) após a morte do profeta islâmico Maomé.  A partir de sua posição essencialmente política, os carijitas desenvolveram doutrinas extremas que os diferenciam dos muçulmanos sunitas e xiitas convencionais.  Os xiitas acreditam que Ali é o verdadeiro sucessor de Maomé, enquanto os sunitas consideram que Abacar ocupa essa posição. Os carijitas romperam com os xiitas e os sunitas durante a Primeira Fitna (a primeira guerra civil islâmica);  eles foram particularmente conhecidos por adotar uma abordagem radical ao takfīr (excomunhão), por meio da qual declararam que tanto os muçulmanos sunitas quanto os xiitas eram infiéis (kuffār) ou falsos muçulmanos (munāfiḳūn) e, portanto, os consideraram dignos de morte por seus supostos apostasia (ridda).
ʿAqīdah é um termo islâmico que significa " credo " ou "crença". Qualquer sistema de crenças religiosas, ou credo, pode ser considerado um exemplo de ʿaqīdah . No entanto, este termo assumiu um uso técnico significativo na história e na teologia muçulmana , denotando aquelas questões sobre as quais os muçulmanos têm convicção. O termo é geralmente traduzido como "teologia". Tais tradições são divisões ortogonais às divisões sectárias dentro do islã; por exemplo, um mutazilita pode pertencer simultaneamente às escolas jafarita, zaidita ou mesmo hanafita de jurisprudência islâmica.
Na história do islã, uma das primeiras escolas sistemáticas de teologia islâmica a se desenvolver foi a mutazilita em meados do século VIII. Os teólogos mutazilitas enfatizaram o uso da razão e do pensamento racional, postulando que as injunções de Deus são acessíveis através do pensamento racional e da investigação, e afirmaram que o Alcorão foi criado (makhlūq) em vez de coeterno com Deus, que se tornaria uma das questões mais controversas da história da teologia islâmica.
Nos séculos IX e X, a escola alaxarita desenvolveu-se como uma resposta à mutazilita, fundada pelo estudioso e teólogo muçulmano do século X Alboácem Alaxari. Os alaxaritas ainda ensinavam o uso da razão na compreensão do Alcorão, mas negavam a possibilidade de deduzir verdades morais pelo raciocínio.  Esta posição foi contestada pela escola maturidita;  de acordo com seu fundador, o estudioso e teólogo muçulmano do século X Abu Mançor Almaturidi, a razão humana deveria reconhecer a existência de uma divindade criadora (bāriʾ) baseada exclusivamente no pensamento racional e independentemente da revelação divina.  Ele compartilhou essa convicção com seu professor e antecessor Abu Hanifa Anumane (século VIII), enquanto Alaxari nunca teve tal opinião.
De acordo com o filósofo afegão-americano Sayed Hassan Hussaini, as primeiras escolas de teologia islâmica e crenças teológicas entre os filósofos muçulmanos clássicos são caracterizadas por "uma rica cor de deísmo com uma ligeira disposição para o teísmo ". Outro ponto de discórdia foi a posição relativa de imã ("fé") em contraste com taqwā ("piedade"). Tais escolas de teologia islâmica são resumidas em ʿIlm al-Kalām , ou "ciência do discurso", em oposição às escolas místicas que negam que qualquer verdade teológica possa ser descoberta por meio do discurso ou da razão. 

## Escolas sunitas de teologia
A maioria dos sunitas adotou a escola de teologia alaxarita,  mas a escola semelhante maturidita também tem adeptos sunitas.  Os muçulmanos sunitas são a maior denominação do islã e são conhecidos como ' Ahl as-Sunnah wa'l-Jamā'h' ou simplesmente como ' Ahl as-Sunnah '. A palavra Sunita vem da palavra Suna, que significa os ensinamentos e ações ou exemplos do profeta islâmico Maomé . Portanto, o termo "Sunita" refere-se àqueles que seguem ou mantêm a Suna de Maomé. Os sunitas acreditam que Maomé não nomeou um sucessor para liderar a Umma (comunidade) muçulmana antes de sua morte e, após um período inicial de confusão, um grupo de seus companheiros mais proeminentes se reuniu e elegeu Abacar, amigo próximo de Maomé e pai-sogro, como o primeiro califa do islã. Os muçulmanos sunitas consideram os primeiros quatro califas (Abacar , Omar, Otomão e Ali) como "al-Khulafā'ur-Rāshidūn" ou "Os Califas Corretamente Guiados". Após o Califado Ortodoxo, a posição tornou-se um direito hereditário e o papel do califa limitou-se a ser um símbolo político da força e unidade muçulmana.

### Atarismo
O atarismo (em árabe: الأثرية; romaniz.: al-ʾAthariyya ou al-aṯariyyah; "textualismo") é um movimento de estudiosos islâmicos que rejeitam a teologia islâmica racionalista (kalam) em favor do textualismo estrito na interpretação do Alcorão.  O nome é derivado da palavra árabe athar, que significa literalmente "remanescente" e também se refere a uma "narrativa". Seus discípulos são chamados de ataritas. Para os seguidores do movimento atarita, o significado "claro" do Alcorão, e especialmente das tradições proféticas, tem autoridade exclusiva em questões de crença e para se envolver em disputas racionais (kalam), mesmo que se chegue à verdade, é absolutamente proibido. Os ataritas se envolve em uma leitura amodal do Alcorão, em oposição a uma leitura ta'wil (interpretação metafórica). Eles não tentam conceituar racionalmente os significados do Alcorão e acreditam que o significado "real" deve ser entregue somente a Deus ( tafwid ). Em essência, o significado era aceito sem questionar o "como" ou "de que forma". No entanto, o renomado estudioso hambalita ibne Aljauzi, em seu livro Kitab Akhbar as-Sifat, afirma que Amade ibne Hambal teria se oposto a interpretações que atribuíam características humanas a Deus, como as propostas por Alcadi Abu Iala, ibne Hamide e ibne Azaguni nos textos do Alcorão. Com base nas críticas de Abu Alfaraje ibne Aljauzi à abordagem atarita dos hambalitas, Maomé Abu Zara, professor de direito islâmico na Universidade do Cairo, concluiu que a aqidah salafita se situa em algum ponto entre a negação de atributos a Deus e a antropomorfização no islã. A adesão absoluta ao sentido literal das palavras e a rejeição total da interpretação alegórica estão entre as características centrais dessa "nova" escola islâmica de teologia.

### ʿIlm al-Kalām
ʿIlm al-Kalām, que significa "ciência do discurso" em árabe, é uma disciplina na teologia islâmica, frequentemente abreviada como kalām. Ela é muitas vezes chamada de "teologia escolástica islâmica" ou "teologia especulativa". O objetivo do Ilm al-Kalām é utilizar a razão para estabelecer e defender os princípios da fé islâmica contra os que duvidam ou se opõem a ela. O Ilm al-Kalām integra a lógica aristotélica na teologia islâmica e difere de outras disciplinas, como a filosofia, a jurisprudência e a ciência. Um estudioso muçulmano que se dedica ao estudo do kalām é chamado de mutakallim (plural: mutakallimūn), e eles são distintos dos filósofos, juristas e cientistas. A origem do nome "kalām" tem várias interpretações possíveis, mas uma delas está relacionada à maior controvérsia na disciplina, que envolve a natureza da Palavra de Deus revelada no Alcorão. A questão central é se essa Palavra pode ser considerada como parte da essência de Deus e, portanto, não criada, ou se ela é transformada em palavras no sentido convencional da fala e, portanto, é criada. Dentro do Ilm al-Kalām, existem várias escolas de pensamento, sendo as principais a mutazilita, as escolas alaxarita e maturidita no islã sunita. No entanto, a teologia tradicionalista rejeita o uso do kalām, considerando a razão humana como inadequada para discutir assuntos relacionados ao divino, e prefere se ater estritamente à revelação religiosa.

#### Mutazilita
A mutazilita é uma escola de teologia que surgiu no início da história islâmica e era conhecida por sua neutralidade na disputa entre Ali e seus oponentes após a morte do terceiro califa, Otomão. Por volta do século X, o termo também passou a se referir a uma escola islâmica de teologia especulativa (calâm) que floresceu em Baçorá e Bagdá (séculos VIII-X).  De acordo com fontes sunitas, a teologia mutazilita se originou no século VIII em Baçorá (agora no Iraque) quando Uacil ibne Ata (falecido em 131 AH/748 DC) se retirou ( iʿtazala , daí o nome mutazilita) das lições de ensino de Haçane Albasri após uma disputa teológica sobre a questão de al-Manzilah bayna al-Manzilatayn ( ma posição entre duas posições), onde Uacil ibne Ata argumentou que um pecador grave (fāsiq) não poderia ser classificado nem como crente nem como incrédulo, mas estava em uma posição intermediária (al-manzilah bayna manzilatayn).
A escola mutazilita posterior desenvolveu um tipo islâmico de racionalismo, parcialmente influenciado pela filosofia da Grécia Antiga, baseado em três princípios fundamentais: a unidade (Tawhid) e a justiça (Al-'adl) de Deus,  a liberdade humana de ação, e a criação do Alcorão. Os mutazilitas são mais conhecidos por rejeitar a doutrina do Alcorão como incriado e coeterno com Deus,  afirmando que se o Alcorão é a palavra de Deus, ele logicamente "deve ter precedido seu próprio discurso".  Isso ia contra a posição sunita ortodoxa que argumentava que, sendo Deus onisciente, seu conhecimento do Alcorão deve ter sido eterno e, portanto, incriado como ele.  Embora os mutazilitas mais tarde tenham se baseado na lógica e em diferentes aspectos da filosofia islâmica primitiva, da filosofia grega antiga e da filosofia indiana os fundamentos do islã são seu ponto de partida e referência final. Vários grupos foram posteriormente influenciados pela teologia mutazilita, como os Bishriyya, que seguiram os ensinamentos de Bixer ibne Almotamir, e os Bahshamiyya, que seguiram os ensinamentos de Abu Haxim Aljubai.

#### Alaxarismo
O alaxarismo é uma escola de teologia fundada pelo estudioso, reformador e teólogo escolástico árabe muçulmano Alboácem Alaxari nos séculos IX a X, que desenvolveu a escola de pensamento fundada por Ibn Kullab um século antes. Estabeleceu uma diretriz ortodoxa  baseada na autoridade das escrituras,  racionalidade e racionalismo teológico. Quando jovem, Alaxari estudou com Aljubai, um renomado professor de teologia e filosofia mutazilita. Ele foi conhecido por seus ensinamentos sobre atomismo, entre as primeiras filosofias islâmicas e para Alaxari esta foi a base para propagar a visão de que Deus criou cada momento no tempo e cada partícula de matéria. Mesmo assim, ele acreditava no livre-arbítrio, elaborando os pensamentos de Dirar ibne Anre e Abu Hanifa em um relato de "agente duplo" ou "aquisição" (iktisab) do livre arbítrio.
Alaxari estabeleceu um meio-termo entre as doutrinas das escolas Aṯharī e mutazilita de teologia islâmica, baseada tanto na confiança nas escrituras sagradas do islã quanto no racionalismo teológico relativo à agência e aos atributos de Deus. A escola alaxarita argumentou que a verdade só pode ser conhecida por meio da revelação, e que sem revelação a mente humana sem ajuda não seria capaz de saber se algo é bom ou mau. Foi chamada de "uma tentativa de criar uma posição intermediária" entre o racionalismo dos mutazilitas e o escrituralismo dos tradicionalistas. Na tentativa de explicar como Deus tem poder e controle sobre tudo, mas os humanos são responsáveis por seus pecados, Alaxari desenvolveu a doutrina de kasb (aquisição), por meio da qual todo e qualquer ato humano, até mesmo levantar um dedo, são criados por Deus, mas o ser humano que pratica o ato é responsável por ele, pois “adquiriu” o ato. Embora Alaxari se opusesse às opiniões da escola rival mutazilita, ele também se opunha à visão que rejeitava todo debate , defendida por certas escolas como a Zahiri ("literalista"), Mujassimita (" antropoteísta "), e Escolas Muhaddithin (" tradicionalistas") por sua ênfase excessiva no taqlid (imitação) em seu Istihsan al-Khaud.
O asarismo acabou por se tornar a escola predominante de pensamento teológico dentro do islã sunita, e é considerada por alguns como a escola mais importante de teologia islâmica na história do islã. Entre os teólogos alaxaritas mais famosos estão o imame Nauaui, ibne Hajar Alascalani, ibne Aljauzi, Algazali, Assuiuti, Izadim ibne Abde Açalã, Facradim Arrazi, ibne Açaquir, Assubequi, Atafetazani, Albaquilani e al-Bayhaqi.

#### Maturidismo
A escola maturidita foi fundada por Abu Mançor Almaturidi, e é a escola teológica mais popular entre os muçulmanos, especialmente nas áreas anteriormente controladas pelos otomanos e pelos mogóis . Hoje, a escola maturidita é a posição defendida pelo Ahl ar-Ra'y ("povo da razão"), que inclui apenas a escola Hanafi de fiqh, que constitui a maioria dos muçulmanos sunitas.
A escola maturidita assume a posição intermediária entre as escolas Ash'ari e Mu'tazili nas questões de conhecimento da verdade e do livre arbítrio. Os maturiditas dizem que a mente humana sem ajuda é capaz de descobrir que alguns dos pecados mais graves, como o álcool ou o assassinato, são maus sem a ajuda da revelação, mas ainda afirmam que a revelação é a fonte última de conhecimento. Além disso, os maturiditas acreditam que Deus criou e pode controlar toda a Sua criação, mas que Ele permite que os humanos tomem decisões e escolhas individuais por si próprios. A ética é considerada como tendo existência objetiva. Os humanos são, portanto, capazes de reconhecer o bem e o mal sem revelação, mas apenas com a razão. No entanto, os profetas e a revelação são necessários para explicar assuntos além da razão humana. Em questões dos seis artigos de fé, o maturidismo defende notavelmente a ideia de que o paraíso e o inferno coexistem com o mundo atual, e não adere à doutrina da impecabilidade dos anjos.

## Jamitismo
Os Jamitas eram os seguidores do teólogo islâmico Jã ibne Safuane que se associam a Alharite ibne Suraije. Ele foi um expoente do determinismo extremo segundo o qual um homem age apenas metaforicamente da mesma maneira como o sol age ou faz algo quando se põe. Esta é a posição adotada pela escola alaxarita, que afirma que a onipotência de Deus é absoluta e perfeita sobre toda a criação.

## Cadarismo
O cadarismo é um termo originalmente depreciativo que designa os primeiros teólogos islâmicos que afirmavam que os seres humanos são ontologicamente livres e têm um livre arbítrio perfeito, cujo exercício justifica o castigo divino e absolve Deus da responsabilidade pelo mal no mundo.  Suas doutrinas foram adotadas pelos mutazilitas e rejeitadas pelos alaxaritas. A tensão entre o livre arbítrio e a onipotência de Deus foi posteriormente reconciliada pela escola de teologia maturidita, que afirmava que Deus concede aos seres humanos sua benevolência, mas pode removê-la ou alterá-la a qualquer momento.

## Muhakkima
Os grupos que se separaram do exército de Ali no final do Incidente de Arbitragem constituíram o ramo de Muhakkima (árabe : محكمة). Eles estão divididos principalmente em duas seitas principais chamadas Carijitas e ibaditas.

### Carijitas
Os carijitas consideravam o califado de Abacar e Omar corretamente guiado, mas acreditavam que Otomão havia se desviado do caminho da justiça e da verdade nos últimos dias de seu califado e, portanto, estava sujeito a ser morto ou deslocado. Eles também acreditavam que Ali cometeu um pecado grave quando concordou com a acordo com Moáuia. Na Batalha de Sifim, Ali concordou com a sugestão de Moáuia de parar os combates e recorrer à negociação. Uma grande parte das tropas de Ali (que mais tarde se tornaram os primeiros Carijitas) recusaram-se a ceder a esse acordo e consideraram que Ali havia violado um versículo do Alcorão que afirma que A decisão cabe apenas a Alá (Alcorão 6:57), que os carijitas interpretaram como significando que o resultado de um conflito só pode ser decidido em batalha (por Deus) e não em negociações (por seres humanos).
Os carijitas consideraram assim os árbitros (Abu Muça Alaxari e Anre ibne Alas), os líderes que nomearam esses árbitros (Ali e Moáuia) e todos aqueles que concordaram com a arbitragem (todos companheiros de Ali e Moáuia) como Cufar (descrentes), tendo violado as regras do Alcorão. Eles acreditavam que todos os participantes da Batalha de Jamal, incluindo Talha, Zobair (sendo ambos companheiros de Maomé ) e Aixa tinham cometido uma Kabira (grande pecado no islã).
Os carijitas rejeitam a doutrina da infalibilidade do líder da comunidade muçulmana, em contraste com os xiitas, mas em acordo com os sunitas.  O estudioso islâmico moderno Abul Ala Maududi escreveu uma análise das crenças carijitas , marcando uma série de diferenças entre o carijismo e o islamismo sunita. Os carijitas acreditavam que o ato de pecar é análogo a Kufr (descrença) e que todo pecador grave era considerado um Kāfir (descrente), a menos que se arrependesse. Com este argumento, eles denunciaram todos os Sahaba mencionados acima e até xingaram e usaram linguagem abusiva contra eles. Os muçulmanos comuns também foram declarados descrentes porque, primeiro, não estavam livres do pecado; em segundo lugar, eles consideravam os Ṣaḥābah acima mencionados como crentes e os consideravam como líderes religiosos, inferindo até mesmo a jurisprudência islâmica dos Hadiths narrados por eles.  Eles também acreditavam que não é obrigatório que o califa seja dos coraixitas . Qualquer muçulmano piedoso nomeado por outros muçulmanos poderia ser um califa elegível .  Além disso, os carijitas acreditavam que a obediência ao califa é obrigatória, desde que ele administre os assuntos com justiça e consulta, mas se ele se desviar, torna-se obrigatório confrontá-lo, rebaixá-lo e até matá-lo.

### Ibadismo
O ibadismo tem algumas crenças comuns que se sobrepõem às escolas alaxarita e mutazilita, à corrente principal do islã sunita e a algumas seitas xiitas.

## Murjismo
O murjismo (em árabe: المرجئة; murji'ah; "aqueles que adiam") foi uma das primeiras escolas islâmicas. O murjismo surgiu como uma escola teológica em resposta aos carijitas sobre a questão inicial sobre a relação entre pecado e apostasia (rida). Os murjitas acreditavam que o pecado não afetava as crenças (imã) de uma pessoa, mas sim sua piedade (taqwa). Portanto, defenderam a ideia de “julgamento tardio”, (irjaa). Os murjitas afirmam que qualquer pessoa que proclame o mínimo de fé deve ser considerada muçulmana, e o pecado por si só não pode fazer com que alguém se torne um descrente (cafir). A opinião murjita acabaria por dominar a dos carijitas e tornar-se-ia a opinião dominante no islã sunita. As escolas posteriores de teologia sunita adotaram sua postura enquanto formavam escolas e conceitos teológicos mais desenvolvidos.

## Escolas de teologia xiitas

### Zaidismo
A denominação zaidita do islã xiita está próxima da escola mutazilita em questões de doutrina teológica. Existem algumas questões entre as duas escolas, mais notavelmente a doutrina zaidita do imamado, que é rejeitada pelos mutazilitas. Entre os xiitas, os zaiditas são mais semelhantes aos sunitas,  uma vez que o zaidismo compartilha doutrinas e opiniões jurisprudenciais semelhantes com estudiosos sunitas.

### Batiniyya
O Batiniyya foi originalmente introduzido por Abu'l-Khāttāb Muhammad ibn Abu Zaynab al-Asadī  e mais tarde desenvolvido por Maymūn al-Qaddāh  e seu filho ʿAbd Allāh ibn Maymūn  para o interpretação esotérica do Alcorão.  Os membros do Bāṭen'iyyah podem pertencer às denominações do ismaelismo ou xiismo duodecimano.

### Imami-Ismā'īlīs
Os Ismāʿīlīs diferem dos xiismo duodecimano porque tiveram imãs ou da'is vivos durante séculos. Eles seguiram Isma'il ibn Jafar, irmão mais velho de Musa al-Kadhim, como o Imanes legítimo depois de seu pai Ja'far al-Sadiq. Os ismaelitas acreditam que, quer o Imam Ismail tenha morrido ou não antes do Imam Ja'far, ele passou o manto do imāmato para seu filho Muhammad ibn Ismā'īl al-Maktum como o próximo imã.

#### Escolas Batini, xiismo duodecimano (ʿAqīdah)
Os seguidores da escola Bāṭen'iyyah - xiismo duodecimano consistem em alevitas e nusayris que desenvolveram seu próprio sistema de jurisprudência islâmica e não seguem a jurisprudência Ja'fari. A sua população combinada é quase cerca de 1% da população muçulmana global.

##### Alevismo
Os alevitas às vezes são categorizados como parte do xiismo duodecimano, e às vezes como sua própria tradição religiosa, pois tem filosofia, costumes e rituais marcadamente diferentes. Eles têm muitas características Tasawwufī e expressam crença no Alcorão e nos Doze imames, mas rejeitam a poligamia e aceitam tradições religiosas anteriores ao islã, como o xamanismo turco. Eles são significativos no centro-leste da Turquia. Eles às vezes são considerados uma irmandade sufi e têm uma forma não tradicional de liderança religiosa que não é orientada para o estudo como outros grupos sunitas e xiitas. Na Anatólia vivem 7 a 11 milhões de alevitas, incluindo as outras denominações de xiismo duodecimano.

## Tashbih

### Karram'iyyah
Antropomórfico - Antropopático Karram'iyyah foi fundado por Abū ʿAbd Allāh Muḥammad b. Karram. Ibn Karram considerava que Deus era uma substância e que Ele tinha um corpo (jism) finito em certas direções quando entra em contato com o Trono.

### Antropopatia na história do Ghulāt Shīʿīsm
A crença da Encarnação surgiu pela primeira vez em Sabaʾiyya, e mais tarde alguns personagens como Muhammad ibn al-Hanafiyyah, Abu Muslim, Sunpadh, Ishaq al-Turk, Al-Muqanna, Babak Khorramdin, Maziar e Ismail I tornaram-se súditos de Deus encarnado.

## Ahmadiyya
As crenças dos ahmadis estão mais alinhadas com a tradição sunita, como os Cinco Pilares do Islamismo e os Seis Artigos da Fé Islâmica. Do mesmo modo, os ahmadis aceitam o Alcorão como seu texto sagrado, ficam de frente para a Caaba durante a oração, aceitam a autoridade dos hádices (ditos relatados e histórias sobre Maomé) e praticam a Suna (tradições) de Maomé. No entanto, muitos muçulmanos consideram os ahmadis como hereges.
Os ensinamentos Ahmadi afirmam que os fundadores de todas as principais religiões do mundo tiveram origens divinas. Deus estava trabalhando para o estabelecimento do islã como a religião final, porque era a mais completa e incluía todos os ensinamentos anteriores de outras religiões, mas eles acreditam que todas as outras religiões se desviaram na sua forma atual. A conclusão e consumação do desenvolvimento da religião ocorreram com a vinda de Maomé; e que a perfeição da manifestação da profecia de Maomé e da transmissão da sua mensagem estava destinada a ocorrer com a vinda do Mádi.
A comunidade muçulmana Ahmadiyya não é formada por muçulmanos, mas considera Mirza Ghulam Ahmad, que afirmava ser o Messias prometido ("Segunda Vinda de Cristo"), o Mádi esperado pelos muçulmanos e um profeta "subordinado" a Maomé, cuja tarefa seria restaurar a Sharia dada a Maomé, guiando ou reunindo a desencantada Umma de volta ao islã e frustrando os ataques ao islã por parte de seus oponentes, como o "Prometido" de todas as religiões, cumprindo profecias escatológicas encontradas nas escrituras das religiões abraâmicas, bem como no Zoroastrismo, as religiões indianas, Tradições nativas americanas e em outras. Os muçulmanos Ahmadi acreditam que Ahmad foi divinamente referido como um verdadeiro reflexo da profecia de Maomé para estabelecer a unidade de Deus e lembrar a humanidade de seus deveres para com Deus e a criação de Deus.

## Leitura complementar
- Bulğen, Mehmet (December 2019). "al-Māturīdī and Atomism (İmam Mâtüridî ve Atomculuk)" (PDF). ULUM: Journal of Religious Inquiries. Ankara: ULUM İslami İlimler Eğitim ve Araştırma Merkezi. 2 (2): 223–264. doi:10.5281/zenodo.3601654. eISSN 2645-9132
- Caspar, Robert (1998). A Historical Introduction to Islamic Theology: Muḥammad and the Classical Period. Studi arabo-islamici del PISAI. Vol. 11. Rome: Pontifical Institute of Arab and Islamic Studies. ISBN 9788885907102. OCLC 42577199.
- Kars, Aydogan (2019). Unsaying God: Negative Theology in Medieval Islam. Oxford and New York: Oxford University Press. doi:10.1093/oso/9780190942458.001.0001. ISBN 9780190942458. LCCN 2018048099. OCLC 1147875085
- Madelung, Wilferd; Schmidtke, Sabine, eds. (2016). "Al-Ṣāḥib Ibn ʿAbbād, Promoter of Rational Theology: Two Muʿtazilī kalām texts from the Cairo Geniza". Al-Ṣāḥib Ibn ʿAbbād Promoter of Rational Theology. Islamic History and Civilization. Vol. 132. Leiden and Boston: Brill Publishers. pp. i–102. doi:10.1163/9789004323735_001. ISBN 978-90-04-32373-5. ISSN 0929-2403. OCLC 952470870
- el-Omari, Racha (2016). The Theology of Abū l-Qāsim al-Balkhī/al-Kaʿbī (d. 319/931). Islamic Philosophy, Theology and Science: Texts and Studies. Vol. 99. Leiden and Boston: Brill Publishers. doi:10.1163/9789004259683_001. ISBN 978-90-04-25968-3. ISSN 0169-8729. LCCN 2014034960. OCLC 1041077026
- Renard, John, ed. (2014). Islamic Theological Themes: A Primary Source Reader. Berkeley and Oakland: University of California Press. ISBN 9780520281899. JSTOR 10.1525/j.ctt6wqbpp. LCCN 2014005897
- Rudolph, Ulrich (2015). Al-Māturīdī and the Development of Sunnī Theology in Samarqand. Islamic History and Civilization. Vol. 100. Translated by Adem, Rodrigo. Leiden and Boston: Brill Publishers. doi:10.1163/9789004261846_001. ISBN 978-90-04-26184-6. ISSN 0929-2403. LCCN 2014034960. OCLC 900892852
- Sabra, A. I. (January 2009). "The Simple Ontology of Kalām Atomism: An Outline". Early Science and Medicine. Leiden and Boston: Brill Publishers. 14 (1-3: Evidence and Interpretation: Studies on Early Science and Medicine in Honor of John E. Murdoch): 68–78. doi:10.1163/157338209X425506. ISSN 1573-3823. JSTOR 20617778. PMID 19831225.
- al-Salimi, Abdulrahman, ed. (2021). Early Ibadi Theology: New Material on Rational Thought in Islam from the Pen of al-Fazārī (2nd/8th Century). Islamic History and Civilization. Vol. 182. Leiden and Boston: Brill Publishers. doi:10.1163/9789004459571. ISBN 978-90-04-45957-1. ISSN 0929-2403. OCLC 1256592318. S2CID 243595906
- Thiele, Jan (December 2018). "Recent Scholarship in the Field of kalām". Studia Islamica. Leiden and Boston: Brill Publishers. 113 (2): 223–243. doi:10.1163/19585705-12341378. hdl:10261/173270. ISSN 1958-5705. S2CID 159335485.